# До Буцзе
До Буцзе (кит. упр. 多布杰, пиньинь Duō Bùjié; тиб. སྟོབས་རྒྱལ, Вайли: stobs rgyal, тиб. пиньинь: dob gyä, рус.: доб гьэ, МФА: [tóp.ɟɛ̀ː]; род. 16 февраля 1994) — китайский легкоатлет, по национальности — тибетец, призёр Азиатских игр.

## Биография
Родился в 1994 году в уезде Дагдзе городского округа Лхаса (Тибетский автономный район), родители были пастухами. В 2009 году поступил в спортшколу Тибетского автономного района и стал заниматься бегом на длинные дистанции.
В 2014 году принял участие в Азиатских играх в Инчхоне, но там занял лишь 12-е место в беге на 5000 м. В 2015 году на чемпионате Азии занял 5-е место в беге на 5000 м, в 2017 году повторил этот результат. В 2018 году принял участие в Азиатских играх в Джакарте, где завоевал бронзовую медаль в марафоне.